# ميخائيل كونر همفريز
ميخائيل كونر همفريز (بالإنجليزية: Michael Conner Humphreys)‏ هو ممثل أمريكي، ولد في 1985 في الولايات المتحدة.

## أعمال

### أفلام
- (1994) فورست غامب

## وصلات خارجية
- ميخائيل كونر همفريز على موقع IMDb (الإنجليزية)
- ميخائيل كونر همفريز على موقع أول موفي (الإنجليزية)
- ميخائيل كونر همفريز على موقع قاعدة بيانات الفيلم (الإنجليزية)